# Werner Franke
Werner Wilhelm Franke (Paderborn, 31 de enero de 1940 - 14 de noviembre de 2022) fue un biólogo y profesor alemán. Se desempeñó como profesor de biología celular y molecular en el Centro Alemán de Investigación Oncológica en Heidelberg. Fue un pionero del antidopaje en Alemania.

## Biografía
Nació en Paderborn el 31 de enero de 1940. Después de completar la escuela secundaria (Abitur en Gymnasium Theodorianum), estudió química, biología y física en la Universidad de Heidelberg. Después de completar su doctorado y habilitación, se convirtió en profesor universitario en Heidelberg y, al mismo tiempo, se convirtió en jefe de departamento en el Centro Alemán de Investigación Oncológica. En 1982, Franke se convirtió en presidente de la Organización Europea de Biología Celular (ECBO), cargo que ocupó hasta 1990. Su principal campo de investigación fue la caracterización molecular del citoesqueleto en células normales y transformadas. También era un experto en dopaje.
Falleció el 14 de noviembre de 2022 a causa de una hemorragia cerebral, a los 82 años.

### Abuso de drogas en el deporte
Franke es considerado un destacado experto en drogas para mejorar el rendimiento y uno de los críticos más ardientes del abuso de drogas en los deportes. Junto con su esposa, Brigitte Berendonk, quien fue lanzadora olímpica de disco y bala, luchó contra el abuso de drogas en los deportes. Ayudó a su esposa a investigar el libro de 1991 Doping: From Research to Deceit, que descubrió el uso sistemático del dopaje por parte de los atletas de Alemania Oriental.
Defendió al ciclista Danilo Hondo después de que la sustancia prohibida fenilpiracetam fuera encontrada en su sangre durante la Vuelta a Murcia de 2005. Franke argumentó que la cantidad encontrada en su sangre era "risiblemente pequeña" y que "solo se puede obtener este medicamento a través de ciertos canales en Rusia o China, donde es utilizado por el ejército y los programas de vuelos espaciales".
Durante una entrevista el 3 de agosto de 2006 con el canal de televisión regional alemán rheinmaintv, Franke afirmó que el ciclista Jan Ullrich compraba alrededor de 35.000 € en productos de dopaje al año basándose en documentos descubiertos en el caso de dopaje de la Operación Puerto. Un tribunal alemán impuso una orden de mordaza a Franke después de que descubrió que no había pruebas suficientes para vincular a Ullrich con el dopaje. Sin embargo, ese caso volvió a la corte con un análisis de ADN que vinculaba a Ullrich con nueve bolsas de sangre incautadas en el caso Puerto, y, finalmente, después de cuatro años, Franke ganó el proceso.

## Premios y membresías
- Miembro de la Organización Europea de Biología Molecular, (1977).[3]
- Premio Meyenburg, (1981).[3]
- Premio Ernst Jung, (1984).[3]
- Miembro de la Academia de Ciencias y Humanidades de Heidelberg, (1986).[16]
- Miembro honorario de la Asociación Estadounidense de Anatomía, (1988).[3]
- Miembro de la Academia Europaea, (1989).[3]
- Orden al Mérito de la República Federal de Alemania, (2004).[17]

## Obra seleccionada

### Sobre biología celular
Franke es autor y coautor de c. 660 artículos originales en el campo de la biología celular y molecular. A 2022, su índice h es 158, según el Google Académico.
- Moll, Roland; Franke, Werner W.; Schiller, Dorothea L.; Geiger, Benjamin; Krepler, Reinhard (1982). «The catalog of human cytokeratins: Patterns of expression in normal epithelia, tumors and cultured cells». Cell (Elsevier BV) 31 (1): 11-24. ISSN 0092-8674. PMID 6186379. doi:10.1016/0092-8674(82)90400-7.
- Wiedenmann, Bertram; Franke, Werner W. (1985). «Identification and localization of synaptophysin, an integral membrane glycoprotein of Mr 38,000 characteristic of presynaptic vesicles». Cell (Elsevier BV) 41 (3): 1017-1028. ISSN 0092-8674. PMID 3924408. doi:10.1016/s0092-8674(85)80082-9.
- Franke, W W; Schmid, E; Osborn, M; Weber, K (1978). «Different intermediate-sized filaments distinguished by immunofluorescence microscopy.». Proceedings of the National Academy of Sciences 75 (10): 5034-5038. Bibcode:1978PNAS...75.5034F. ISSN 0027-8424. PMC 336257. PMID 368806. doi:10.1073/pnas.75.10.5034.

### Sobre dopaje
- Franke, Werner; Ludwig, Udo (2007). Der verratene Sport die Machenschaften der Doping-Mafia ; Täter, Opfer und was wir ändern müssen (en alemán). [München]. ISBN 978-3-89883-185-7. OCLC 255677001.
- Berendonk, Brigitte (1992). Doping: Von der Forschung zum Betrug [Doping: From Research to Deceit] (en alemán). Reinbek bei Hamburg: Rowohlt. ISBN 3-499-18677-2. OCLC 231377968.
- Franke, Werner; Berendonk, Brigitte (1997). «Hormonal doping and androgenization of athletes: a secret program of the German Democratic Republic government». Clinical Chemistry 43 (7): 1262-1279. ISSN 0009-9147. PMID 9216474. doi:10.1093/clinchem/43.7.1262.